# Infection à mycobacterium avium-intracellulare
 Mise en garde médicale
L'infection à Mycobacterium avium-intracellulare  est un type d'infection à mycobactéries non tuberculeuses. Plusieurs zones du corps peuvent être touchées, mais les poumons sont le plus souvent touchés.

## Symptômes
Les symptômes comprennent souvent une toux productive persistante ; cependant, certains peuvent ne présenter aucun symptôme,. Les expectorations ne sont généralement pas sanglantes et il n’y a pas de fièvre,.

## Cause

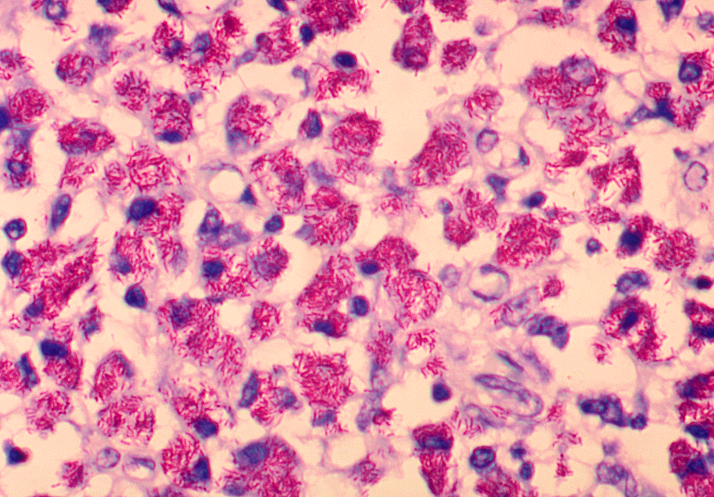
Mycobacterium avium-intracellulare

Plus précisément, elle est causée par le complexe Mycobacterium avium , qui comprend M. avium et M. intracellulare.
Ceux-ci peuvent être inhalés ou avalés.

## Facteurs de risque
Les facteurs de risque incluent l’ immunodépression et une maladie pulmonaire antérieure ; cependant, des personnes en bonne santé peuvent rarement être touchées,.
La bactérie est souvent présente dans le sol, l’eau et la poussière.
L'infection ne se propage généralement pas entre les personnes.

## Diagnostic
Le diagnostic repose sur les symptômes, la culture des expectorations et l’imagerie médicale.

## Traitement

Rifampicine

Le traitement consiste généralement en plusieurs antibiotiques, tels que l’ azithromycine,et la rifampicine, pendant une période d’au moins six mois,.
La résistance à plusieurs antibiotiques est courante.
L’ablation chirurgicale du poumon affecté peut également être une option.

## Histoire
Environ 1 personne sur 25 000 est touchée aux États-Unis. Les femmes plus âgées sont plus fréquemment touchées. Elle est plus fréquente en hiver et au printemps.

## Prévalence
M. avium a été décrit pour la première fois en 1901, tandis que M. intracellulare a été décrit pour la première fois en 1949.